# Merulina scheeri
Merulina scheeri là một loài san hô trong họ Merulinidae. Loài này được Head mô tả khoa học năm 1983.